# Gunn (film)
Gunn (titlu original: Gunn) este un film american neo-noir de mister din 1967 regizat de Blake Edwards bazat pe serialul de televiziune din 1958-1961 Peter Gunn. Rolurile principale au fost interpretate de actorii Craig Stevens și Laura Devon.

## Prezentare
Un gangster pe nume Scarlotti a salvat odată viața detectivului particular Peter Gunn, dar acum Scarlotti a fost ucis, iar Fusco intenționează să preia conducerea lumii interlope a orașului.
Gunn face o vizită la Mother, clubul de noapte și discută cu Mama. Ulterior, are un interludiu romantic cu cântăreața Edie, dar este întrerupt de Daisy Jane, proprietara bordelului The Ark. Ea îl angajează pe Gunn pentru a afla cine este ucigașul lui Scarlotti. Când Gunn se întoarce în apartamentul său, o găsește pe Samantha "Sam" care încearcă să-l seducă. Pentru a se înrăutăți lucrurile, Edie și un asasin plătit apar în același timp.
Gunn își contactează informatorii, iar după mai multe crime, el și locotenentul Jacoby se duc după Fusco, care pare, evident vinovat. Fusco neagă în fața celor doi și după o luptă, mai târziu, cu Gunn, el neagă din nou, și îi dă un termen limită lui Gunn - ca să rezolve crima sau va fi și el ucis.

## Distribuție
- Craig Stevens - Peter Gunn
- Laura Devon - Edie Hart, cântăreața din saloon și prietena lui Pete
- Edward Asner - Locotenentul Charles Jacoby, detectiv de poliție și prietenul lui Gunn
- Albert Paulsen - Fusco, un șef al lumii interlope
- Helen Trageel - Mama, proprietarul clubului de noapte, Mother
- Regis toomey - Bishop, un informator
- J. Pat O'Malley - Tinker, un informator
- Sherry Jackson - Samantha ("Sam")
- Jerry Douglas - Dave Corwin
- Marion Marshall - Daisy Jane
- Carol Wayne - Ernestine ("Ernie")

## Coloană sonoră
1. "Peter Gunn"  – 2:05 -- Plas Johnson
2. "A Quiet Happening"  – 3:05 -- Ted Nash, Bud Shank, Ray Brown
3. "Dreamsville"  – 3:46 -- Larry Bunker, Vincent De Rosa
4. "Sky Watch"  – 3:22 -- Larry Bunker, Jimmy Rowles, Pete Candoli, Ted Nash
5. "A Bluish Bag"  – 2:53
6. "Theme for Sam"  – 3:10 -- Jimmy Rowles
7. "The Monkey Farm"  – 2:23 -- Bob Bain, Ted Nash, Plas Johnson
8. "A Lovely Sound"  – 3:32 -- Dick Nash
9. "I Like the Look"  – 2:39 -- Ray Brown, Shelly Manne
10. "Silver Tears"  – 3:31 -- Larry Bunker, Bob Bain
11. "Sweet!"  – 3:06 -- Larry Bunker, Pete Candoli, Dick Nash
12. "Night Owl" - 3:47 -- Ted Nash
13. "Bye Bye" - 2:08 -- Shelly Manne